# Vassouras
Vassouras, amtlich portugiesisch Município de Vassouras, ist eine Stadt im brasilianischen Bundesstaat Rio de Janeiro. Sie liegt etwa 80 km nordwestlich von Rio de Janeiro, der Hauptstadt des Bundesstaates. Auf einer heutigen Fläche von 535,6 km² (2018), früher 552,4 km², lebten nach der Volkszählung 2010 34.410 Einwohner, die Vassourenser genannt werden. Die Bevölkerung wurde zum 1. Juli 2020 auf 37.083 Einwohner geschätzt.

## Geschichte
Der Name leitet sich von einer in der Gegend häufigen Baumart der Malvengewächse her, die guaxima oder vassourinha genannt wurden. Die Geschichte des Ortes ist eng verbunden mit der Kultivierung des Kaffeeanbaus im Vale do Paraíba zur Zeit der Provinz Rio de Janeiro im Kaiserreich Brasilien. Der Ort wurde zunächst 1833 zur Vila de Vassouras erhoben und erhielt das Selbstverwaltungsrecht am 29. September 1857.
1838 fand hier ein großer Sklavenaufstand statt.

## Infrastruktur
Vassouras ist Sitz der Universidade Severino Sombra (USS).
Erreichbar ist Vassouras durch die Bundes- und Landesstraßen BR-393, RJ-115, RJ-121, RJ 125 und RJ-127.
Haupterwerbungszweige sind Landwirtschaft mit Gartenkultur, Schweine- und Pferdezucht, der Handel und der Tourismus.